# Гласкок (окръг, Тексас)
Окръг Гласкок (на английски: Glasscock County) е окръг в щата Тексас, Съединени американски щати. Площта му е 2334 km², а населението - 1406 души (2000). Административен център е град Гардън Сити.